# Route nationale 100a
La route nationale 100A, ou RN 100A, était une route nationale française reliant Digne-les-Bains à Verdaches. Cet itinéraire contourne le col du Labouret et aboutit à son pied nord, en empruntant un tracé alternatif à la RN 100 passant par les cluses de la vallée du Bès, la clue de Barles et la clue de Verdaches.
À l’occasion du centenaire de la route, le semi-marathon des Ammonites, organisé par le club d’athlétisme de Digne-les-Bains, a emprunté le parcours de la route. Une exposition et un cycle de conférences ont aussi été organisées.

## Histoire

### Les troisRN 100A
Le premier tracé de la RN 100A reliait la RN 100 à la RN 94. Ce tracé est actuellement complètement noyé sous les eaux du barrage de Serre-Ponçon.
Ensuite, la RN 100A fut la route de Digne au col du Labouret par La Javie alors que la RN 100 empruntait l'itinéraire par Barles et Verdaches. Finalement, en 1961, on permuta les numéros des deux tronçons et il n'y eut plus de changement jusqu'au déclassement des deux itinéraires dans les années 1970.

### Construction
La RN 100 est ouverte en 1854 et emprunte le col du Labouret. Mais dans les années 1870, le constat est fait que la route est restée très difficile, malgré 20 ans de travaux. Certains passages de la route sont très pentus (15 et 18 %), et elle reste étroite et dangereuse, ce qui détourne une partie importante du trafic venant du col de Larche par la vallée de la Durance. Décision est alors prise de créer un itinéraire parallèle, le choix devant se faire entre un itinéraire par les rives de la Bléone, moins exposé aux éboulements, rejoignant l’ancienne RN 100 au pied du col du Labouret, et la vallée du Bès.
En 1882, c’est le tracé empruntant la vallée du Bès qui est retenu : il a l’avantage d’éviter totalement le Labouret ; de plus, la vallée est déjà empruntée par le Chemin d'intérêt commun no 7, reliant Barles à la passerelle d’Esclangon, progressivement amélioré depuis les années 1860. Cet itinéraire permet en outre de desservir les communes de la vallée du Bès, qui ne sont reliées au reste du département que par des sentiers et quelques chemins muletiers (Barles, Esclangon (rattaché depuis à La Javie), Tanaron, Ainac et La Robine). Le maire de Barles a encouragé cette solution, faisant miroiter l’exploitation de gisements de plomb, d’argent, de soufre, d’or et de cuivre (seul le plomb était réellement présent à l’état de traces).
Les travaux commencent en 1891 par la réalisation d’une avenue rectiligne partant de la place Gassendi de Digne (actuelle avenue Victor-Hugo). La route est souvent établie sur les iscles, îlots de graviers instables, mais permettant d’installer une chaussée large. Au cours des travaux, de nombreux éboulements ont lieu qui recouvrent la route et créent des embâcles dans la vallée étroite du Bès, qui sont ensuite balayés par les crues. Le passage des clues de Saint-Clément (actuellement appelée clue de Verdaches) n’est atteint par le chantier qu’en 1908. et en 1909, son passage est interdit pendant la durée des travaux.
Les mauvais salaires versés par l’administration aux entrepreneurs pour payer les ouvriers sont aussi une cause de problèmes : déjà doublés entre 1905 et 1910, ils restent insuffisants pour attirer des effectifs suffisants et qualifiés.
La route est inaugurée en juillet 1913 après 21 ans de travaux, et le nom de RN 100 est donné au nouveau tracé.

## Tracé de Digne à Verdaches (D 900A)
- Digne-les-Bains
- Le Bès, commune de La Javie
- Barles
- Verdaches

## Équipement
La RN 100A est équipée de 44 ponts, dont 9 franchissant le Bès. De très nombreuses buses (appelées aqueducs) sont établies pour donner passage aux écoulements torrentiels. Un pont métallique de 15 m est jeté sur le Mardaric. Deux maisons sont construites pour loger les cantonniers chargés de l’entretien courant de la route dans les années 1910.